# Dmitry Fyodorovich Ustinov
Dmitriy Feodorovich Ustinov (tiếng Nga: Дми́трий Фёдорович Усти́нов; 30 tháng 10 năm 1908 – 20 tháng 12 năm 1984) là Bộ trưởng Quốc phòng Liên Xô từ năm 1976 đến khi qua đời.

## Tiểu sử
Dimitry Feodorovich Ustinov sinh ra trong một gia đình lao động ở Samara. Trong cuộc nội chiến, khi nạn đói trở nên gay gắt, người cha bị bệnh của ông đã đi đến Samarkand, để lại Dimitry là người đứng đầu của gia đình. Một thời gian ngắn sau đó, vào năm 1922, cha ông qua đời. Năm 1923, ông và mẹ ông, Yevrosinya Martinovna, chuyển đến các thành phố Makarev (gần Ivanovo-Voznesensk), nơi ông làm thợ lắp ráp tại một nhà máy giấy. Một thời gian ngắn sau đó, vào năm 1925, mẹ ông qua đời.
Ustinov gia nhập đảng Cộng sản Liên Xô vào năm 1927. Năm 1929, ông bắt đầu được đào tạo tại Khoa Cơ học tại Viện Bách khoa Ivanovo-Voznesensk. Sau đó, Ustinov đã được chuyển tới trường kỹ thuật Bauman Moscow. Sau đó, vào tháng 3 năm 1932, ông vào Viện Cơ Quân Kỹ thuật tại Leningrad nơi ông tốt nghiệp vào năm 1934. Sau đó, ông làm kỹ sư xây dựng tại pháo Viện nghiên cứu biển pháo binh Leningrad. Năm 1937, ông được điều chuyển đến làm kỹ sư tại Nhà máy Vũ khí "Bolshevik". Sau đó, ông trở thành giám đốc của Nhà máy.